# Ruth Bietenhard
Ruth Bietenhard, geb. Lehmann (* 11. Januar 1920 in Bern; † 19. Februar 2015 in Thun), war eine Schweizer Autorin und Lehrerin. Bekannt wurde sie als Herausgeberin des Berndeutschen Wörterbuches und für ihre Bibelübersetzung ins Berndeutsche.

## Leben
Bietenhard war eine Tochter eines Berner Notars. Sie besuchte die Seminarschule Muristalden (Campus Muristalden), die Neue Mädchenschule und das Freie Gymnasium Bern, das sie 1938 mit einer A-Maturität abschloss. Nach einem Studium der Romanistik in Bern, Genf und Paris erwarb sie 1945 in Bern das Gymnasiallehrerdiplom in den Fächern Französisch, Italienisch und Latein und doktorierte hier 1949 in Romanistik mit der Dissertation Le sémantisme des mots expressifs en Suisse Romande.
Ihr Grossonkel Otto von Greyerz überliess ihr 1969 seinen sprachlichen Nachlass von etwa 5'000 Wörtern in Berndeutsch, woraus sie 1976 das Berndeutsche Wörterbuch veröffentlichte. Später schrieb sie fachliche Artikel und hatte eine Kolumne bis 2003 über Sprache und Mundart für die Zeitung Der Bund. Am Seminar Thun erteilte sie 1977 bis 1980 Französischunterricht, anderweitig unterrichtete sie Berndeutsch und schrieb weitere Bücher. Mit ihrem Mann übersetzte sie 1980 bis 1984 das Neue Testament in den berndeutschen Dialekt, 1990 bis 1994 Teile des Alten Testaments, bei dem auch ihr ältester Sohn, der Hebraist Benedikt Bietenhard, mitwirkte.
1946 heiratete sie den Theologen Hans Bietenhard. Sie zogen nach Steffisburg und bekamen zusammen sechs Kinder. Sie unterstützte ihren Mann tatkräftig bis 1969 beim Aufbau der Kirchgemeinde Sonnenfeld-Schwäbis, die unmittelbar an die Stadt Thun angrenzt. Sie amtete auch als Kirchenrats- und Kirchgemeindepräsidentin in Steffisburg. Als wertkonservative Frau gehörte sie politisch der SVP an, obwohl sie zugleich an feministischer Theologie interessiert war.

## Ehrungen
- Burger-Medaille der Stadt Bern.[2]
- 1993 erhielt sie den Ehrendoktortitel der Theologischen Fakultät der Universität Bern.[3]
- 1994 wurde sie, zusammen mit ihrem Ehemann, Ehrenbürgerin von Steffisburg.[4]

## Werke
- Berndeutsches Wörterbuch (basierend auf den Arbeiten von Otto von Greyerz, Erstauflage 1976). 9. Auflage, 2008, ISBN 978-3-305-00255-9.
- Oberländer Mundarten. 1991, ISBN 3-85777-129-1.
- Ds Nöie Teschtamänt Bärndütsch (gemeinsam mit ihrem Mann). 1984, ISBN 3-85570-086-9.
- Ds Alte Teschtament bärndütsch (zusammen mit ihrem Mann und ihrem Sohn Benedikt). 1990, ISBN 3-85570-111-3.
- Wörter wandere dür d Jahrhundert. 1999, ISBN 3-305-00256-5.